# Otto Waalkes
Otto Waalkes (Emden, 1948. július 22. –) német humorista, színész, énekes és képregény-művész.

## Élete
Az érettségit követően 1970-től kezdve képzőművészetet tanult Hamburgban a főiskolán. 1972-től kezdve adott nagyobb körben koncerteket német nyelvterületen.
Első televíziós műsorát 1973-ban tűzték műsorra, majd ezt követően folyamatosan készített előadásokat a német tévé számára, amelyeknek köszönhetően a hetvenes és nyolcvanas évek legkedveltebb humoristájává vált. Ezzel párhuzamosan egyre-másra jelentette meg lemezeit is. Utolsó rendszeres műsorát 1983-ban sugározta a ZDF közszolgálati csatorna; ezt követően a mozi felé fordult, ahol humoros filmjeivel szintén jelentős sikereket ért el.

## Lemezek
- Otto (1973)
- Otto (die Zweite) (1974)
- Oh, Otto (1975)
- Das 4. Programm) (1976)
- Das Wort zum Montag (1977)
- Ottocolor (1978)
- Der ostfriesische Götterbote (1979)
- Otto versaut Hamburg (1981)
- Hilfe Otto kommt! (1983)
- Otto – Der Neue Film (1987)
- Otti – Der Außerfriesische (1989)
- Die CD – Das Allerbeste (1995)
- Das Live Album (1996)
- Einen hab ich noch (1998)
- Das Katastrofenalbum (2000)
- Ostfriesland und mehr (2001)
- Only Otto (2002)
- Otto – Die ersten 15 Jahre (2004)
- 100 Jahre Otto (2006)
- Die Otto-Show (2007)
- Häppy Otto – Original Friesenmischung (2008)

## Filmszerepei

### Mozifilmek
- 1985: Ottó – A film (Otto – Der Film)
- 1987: Otto – Der neue Film
- 1989: Otto – Der Außerfriesische
- 1992: Otto – Der Liebesfilm
- 2000: Otto – Der Katastrofenfilm
- 2001: Ottifanten – Kommando Störtebeker (rajzfilm)
- 2004: 7 törpe (7 Zwerge – Männer allein im Wald)
- 2005: Siegfried, a baromarcú lovag (Grille hangja)
- 2006: A 7 törpe visszatér, avagy az erdő nem elég (7 Zwerge – Der Wald ist nicht genug)
- 2010: Otto’s Eleven
- 2014: A 7. törpe (Der 7bte Zwerg, rajzfilm, Bubi/Bobo hangja)
- 2015: Kartoffelsalat
- 2015: Hilfe, ich hab meine Lehrerin geschrumpft
- 2018: Hilfe, ich hab meine Eltern geschrumpft
- 2021: Catweazle
- 2021: Help, I Shrunk My Friends

### Televízió
- 1973–1979: Die Otto-Show I (WDR)
- 1981: So ein Otto (WDR)
- 1981: Ein neues Programm von und mit Otto Waalkes (WDR)
- 1983: Hilfe, Otto kommt! (ZDF)
- 1982–1990: Ronnys Popshow (ZDF)
- 1993: Ottos Ottifanten (RTL)
- 1994: Otto – Die Serie (RTL)
- 2002: Only Otto (Sat.1)
- 2004: Alles Atze (tévésorozat)
- 2004: Szédült száguldás 2. (Crazy Race 2 - Warum die Mauer wirklich fiel)
- 2005: Best of OTTO (WDR)
- 2006: Otto – Mein Ostfriesland und mehr (Ein Star und seine Stadt) (NDR)
- 2011: Álomhajó (Das Traumschiff), tévésorozat
- 2018: Geheimakte Otto Waalkes – Harry Hirsch auf Spurensuche

## Díjai, elismerései
- Bambi-díj komédia kategória (1976, 1982, 1985, 1990, 2015)[7]